# Aubach (Kinsach)
Der Aubach ist ein linker, östlicher Zufluss der Kinsach im Landkreis Straubing-Bogen in Niederbayern.

## Verlauf
Der Aubach fließt von seinem fast ganz bewaldeten Quellgebiet südlich von Einfürst im großen Maßstab betrachtet zuerst Richtung Süden und tritt danach für ein kurzes Stück zwischen Großkohlham auf dem rechten und Kleinkohlham auf dem linken Randhügel hindurch ganz aus dem Wald aus. Weiterhin südlich und im Talwald – oder zumindest einseitig von Hangwald begrenzt – fließt er an Miething rechts auf der Höhe und dann Spornhüttling auf einem linken Mündungssporn vorbei. Danach knickt er für etwa 600 Meter nach Westen ab.
Nach dieser Strecke fließt ihm von rechts unterhalb des Fuchsberg-Sporns sein mit ungefähr 1,2 Kilometer Länge bedeutendster Nebenbach aus einem Waldtal aus dem Norden zu. Hier kehrt er sich endgültig nach Südwesten und tritt erst wieder unterhalb der auf einem niedrigen rechten Hügel stehenden Einöde Auhof wieder aus dem Talwald aus. Nachdem er etwa 600 Meter weiter eine Enge zwischen Waldhängen bis auf den Talgrund herunter passiert hat, tritt er ins Moos von deren weiter Talebene östlich von Wolferszell ein und mündet dann im Bereich einer östlichen Flussschlinge von links in die Kinsach, die auf großem Maßstab nach Süden läuft.
Der Aubach entwässert ein Gebiet von 4,24 Quadratkilometern, wovon etwa 4,13 Quadratkilometer Gemeindegebiet des Marktes Mitterfels sind.

## Galerie

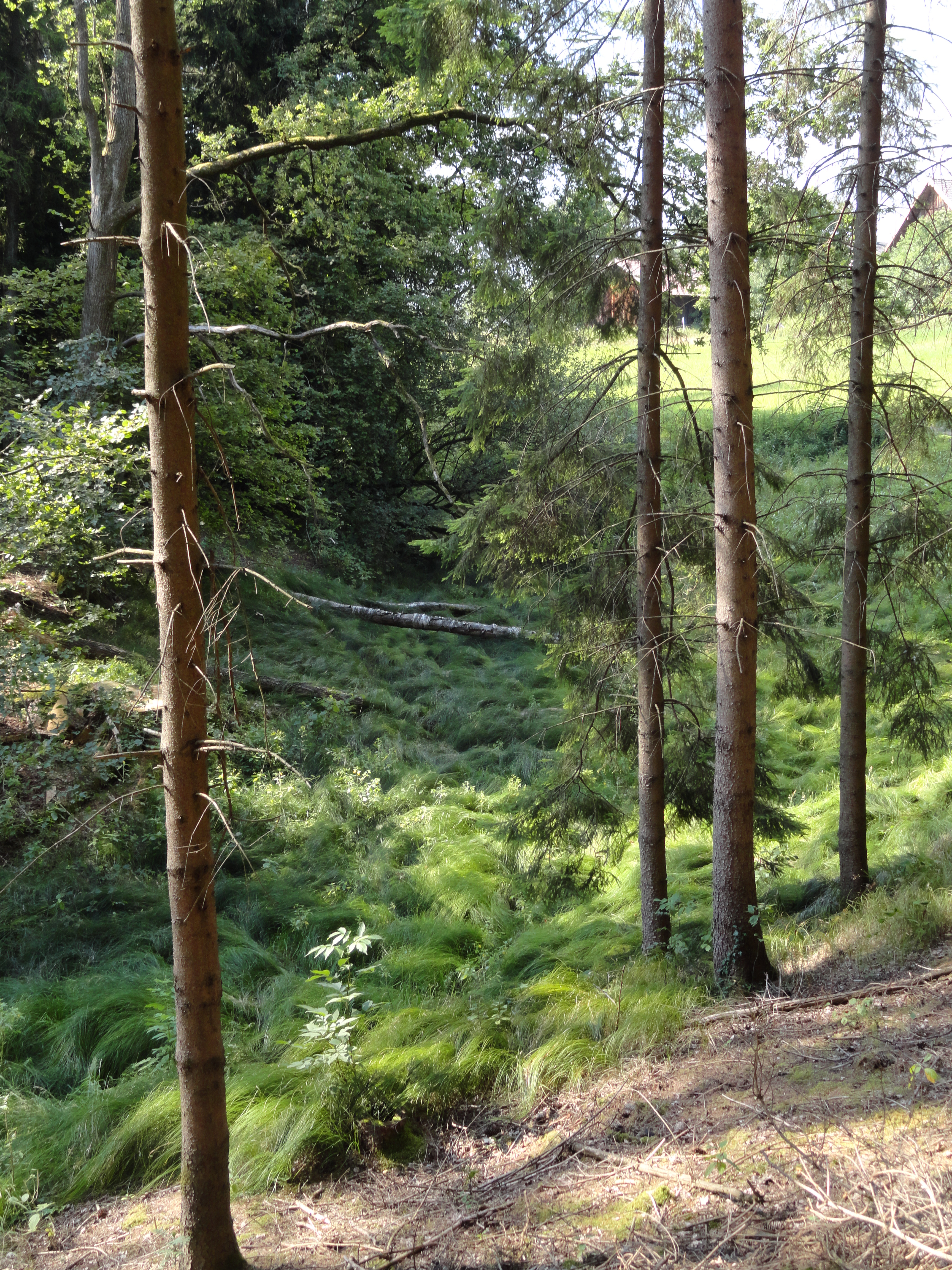
Quellgebiet bei Einfürst
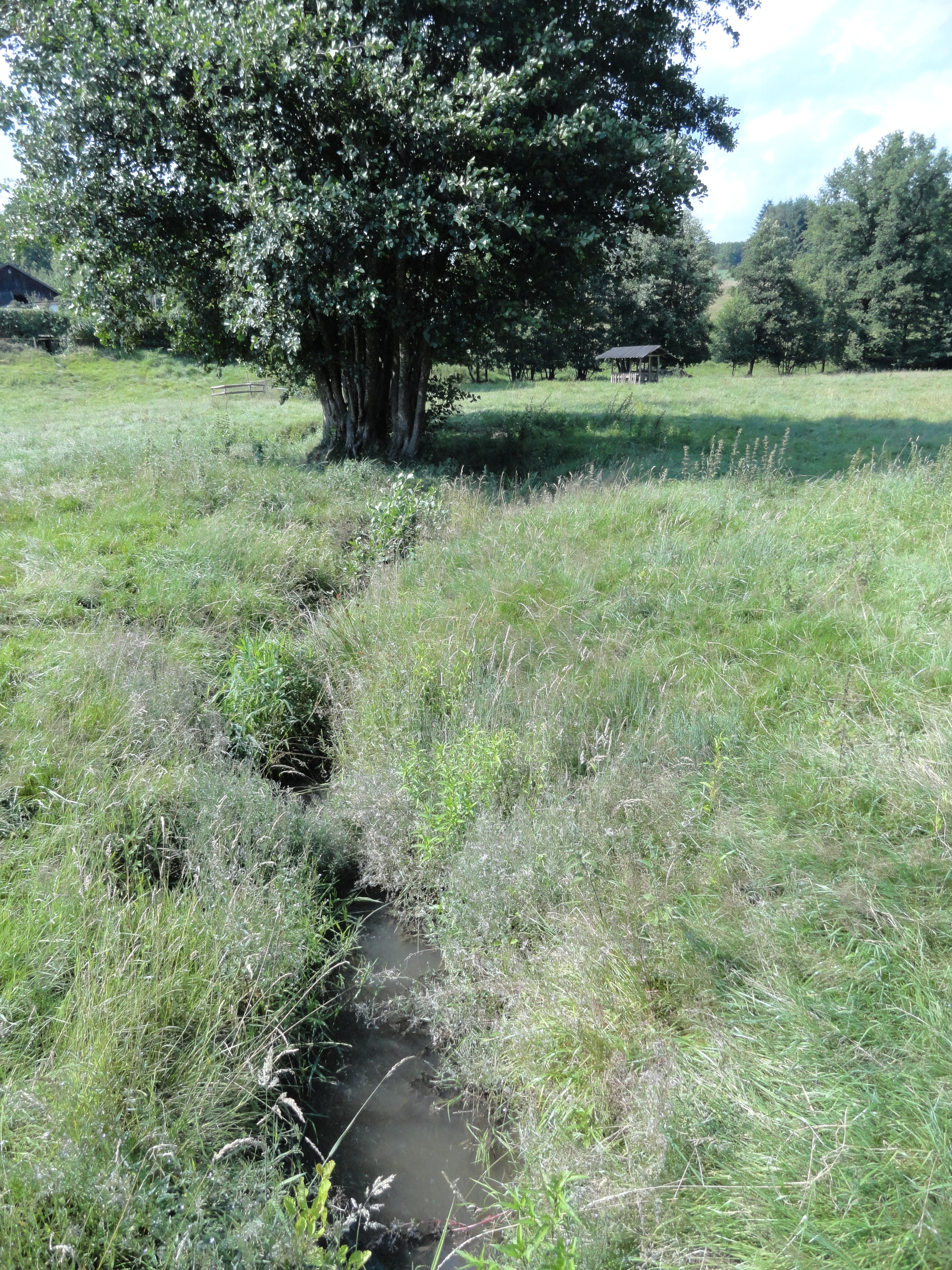
Bachaue bei Auhof
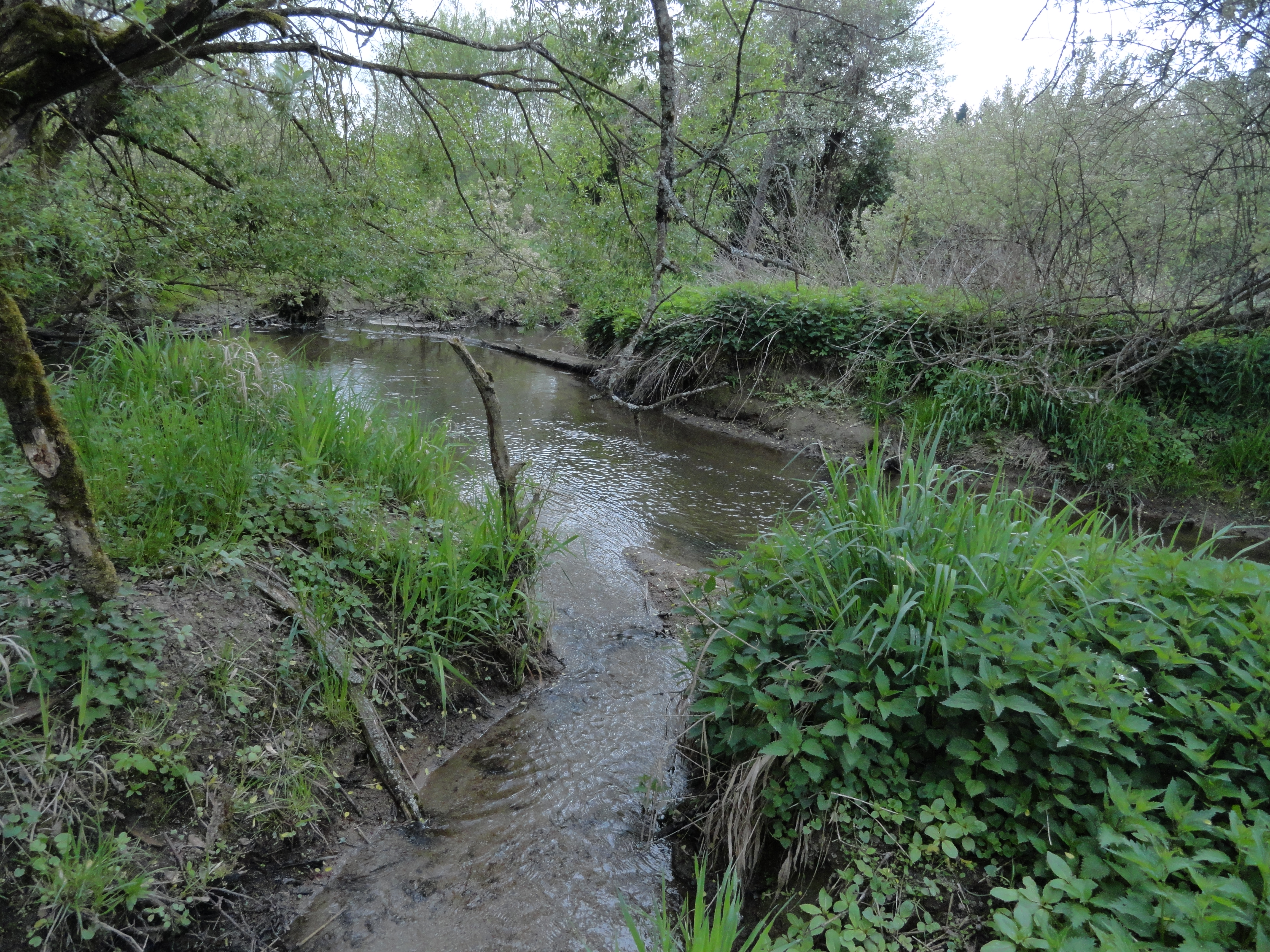
Mündung in die Kinsach